# Palais Krausz
Le palais Krausz (en hongrois : Krausz-palota) est un édifice situé dans le 6e arrondissement de Budapest.